# Ілжа
І́лжа (пол. Iłża) — місто в центрально-східній Польщі, на річці Ілжанка, притоці Вісли.
Належить до Радомського повіту Мазовецького воєводства.

## Демографія
Демографічна структура станом на 31 березня 2011 року:
|          | Загалом | Допрацездатний вік | Працездатний вік | Постпрацездатний вік |
| -------- | ------- | ------------------ | ---------------- | -------------------- |
| Чоловіки | 2512    | 466                | 1729             | 317                  |
| Жінки    | 2651    | 404                | 1544             | 703                  |
| Разом    | 5163    | 870                | 3273             | 1020                 |

## Гончарство та Кераміка
Місто Ілжа було відоме століттями своїм гончарством найвищої якості. У 1951 році Анджей Вайда зняв короткометражний документальний фільм, що розповідає історію гончарної торгівлі та мистецтва. Це був третій та останній фільм кінорежисера під час навчальних років у Національній кіношколі у Лодзі.